# Prefeituras da Guiné
Guiné é dividida em 8 regiões que subdividem-se em 33 prefeituras. Além disso, a capital nacional Conacri é classificada como uma zona especial.
Estas subdivisões estão listadas abaixo:
1. Beyla
2. Boffa
3. Boké
4. Conacri
5. Coyah
6. Dabola
7. Dalaba
8. Dinguiraye
9. Dubréka
10. Faranah
11. Forécariah
12. Fria
13. Gaoual
14. Guéckédou
15. Kankan
16. Kérouané
17. Quindia
18. Kissidougou
19. Koubia
20. Koundara
21. Kouroussa
22. Labé
23. Lélouma
24. Lola
25. Macenta
26. Mali
27. Mamou
28. Mandiana
29. Nzérékoré
30. Pita
31. Siguiri
32. Télimélé
33. Tougué
34. Yomou